# محوطه قارقا دورماز
محوطه قارقا دورماز مربوط به عصر مس و سنگ - عصر برنز است و در شهرستان زنجان، بخش مرکزی، دهستان بوغدا کندی، ۲ کیلومتری غربی روستای جشن سرا واقع شده و این اثر در تاریخ ۱۸ اسفند ۱۳۸۷ با شمارهٔ ثبت ۲۵۳۱۸ به‌عنوان یکی از آثار ملی ایران به ثبت رسیده است.